# Stråtenbo
Stråtenbo är en småort i Aspeboda socken i Falu kommun, belägen vid länsväg 293, cirka tio kilometer sydväst om Falun. Orten ligger vid Aspån, strax söder om utflödet ur sjön Stora Aspan.